# 워싱턴 앤드 리 대학교
워싱턴 앤 리 대학교(Washington and Lee University)는 미국 버지니아주 지방 도시, 렉싱턴에 위치한 1749년에 설립된 사립대학이다. 미국에서 9번째로 오랜 역사를 가지고 먼저 저널리즘의 학부를 둔 대학이기도 하다. 히든 아이비(Hidden Ivies)의 하나 손꼽혀 존스홉킨스 대학교, 스탠포드 대학, 애머스트 대학에 늘어선 유명한 대학이다.
로스쿨을 마련하고, 유명 리버럴 아츠 칼리지 중 하나이다. 졸업 후 전문학교 들어가는 비율이 많아, 비즈니스, 법률이나 의학 등의 학부가 유명하다. 특히 의대 진학 과정에서 의대에 입학할 확률이 거의 매년 90%로 평균 대학의 50%를 크게 넘어 섰다. 또한 경영학 과정에서 골드만삭스 등의 주요한 회사의 인턴쉽을 제공하고 있다.
교양 대학 순위에서 매년 상위 1%의 상위 그룹에, 로스쿨도 상위 순위에 들어가 있다. 또한 다수의 미국 하원 의원과 주지사를 배출하고 노벨 의학상 수상자도 배출했다.
원래는 오거스타 아카데미라는 곳이었지만 미국 독립 후 레버티 홀로 변경했고, 건국자인 조지 워싱턴으로부터 엄청난 기부(당시 교육 기관에 대한 기부로는 최고액)와 학장으로 근무했던 명장 로버트 E. 리에 의한 대학 기여의 감사로서 이사회가 워싱턴 앤 리 대학교로 명칭을 변경했다.

## 캠퍼스
1749년에 설립되었으며, 미국 문화 유산으로 등록된 셰넌도어 계곡의 자연과 그리스풍의 건축물이 조화를 이뤄 미국에서 가장 아름다운 캠퍼스 중 하나로 꼽히고 있다. 같은 렉싱턴 지역에 소재한 캠퍼스인 인접한 버지니아 군사 대학교( Virginia Military Institute ; 약어 VMI, 조지 C 마셜의 모교)와 제휴 관계에 있다. 학점과 시설을 상호 이용하고 있다

## 전통
- 매년 열리는 무도회는 미국에서 가장 역사가 길다.
- 세계에서 가장 오래된 질주의 역사가 있는 대학이기도 하다.